# Netelia caucasica
Netelia caucasica là một loài tò vò trong họ Ichneumonidae.